# Сельджукиды

Памятник сельджукским султанам Алп-Арслану и Мелик-шаху в Ашхабаде, Туркменистан

Сельджуки́ды (перс. آل سلجوق‎ Al-e Saljuq) — тюркская династия, правившая в ряде государств и стран Ближнего и Среднего Востока: Армении, Анатолии (Конийский султанат), Месопотамии (Иракский султанат), Сирии, Палестине и большей части Ирана, с XI по XIV века.
Основатель династии: Селджук бег ибн-Дукак.

## Происхождение
Существует несколько версий происхождения сельджукидов.
Махмуд аль-Кашгари в своём энциклопедическом словаре тюркского языка Диван лугат ат-Турк, написанном в 1074 г., отмечает, что султаны (вероятнее всего Сельджукские) происходят из огузского (туркменского) племени кынык:
«Огуз — одно из тюркских племен (кабиле), они же туркмены. Они состоят из 22 родов…Первый и основной (род) их — Кынык. Из этого рода султаны в наше время..…»..
Хивинский хан и историк XVII в. Абу-л-Гази в своём историческом труде «Родословная туркмен» также указывает на то, что родоначальник династии Сельджук происходил из огузского племени кынык.

Российский и советский историк и востоковед, академик В. В. Бартольд указывает на то, что династия является по происхождению туркменской:
«Благодаря политическому значению Сельджукской династии мы располагаем о народе, из которого она вышла, — туркменах — более подробными сведениями, чем о всех других тюркских народах в средние века.»
Версия происхождения из племени кынык огузских тюрков также фигурирует в ряде других работ..
Армянский историк XII—XIII веков Мхитар Анеци утверждал, что основатель династии Тогрул-бек происходил из племени дюгер.
По мнению 3. В. Тогана и Д. М. Данлопа, сельджукская группировка происходит из хазарских тюрок. Династия, стоявшая во главе этого объединения, согласно данной версии, вышла из среды огузских племён.
Э. Блоше и Н. Асим в своих трудах начала XX века писали, что сельджуки были монгольского происхождения. По их мнению, сельджукская группировка образовалась из нирун-монгольского племени салджиут. Сельджукиды, по мнению Н. Асима, являются выходцами из кереитов или найманов, исповедовавших христианскую религию. Основателем этой династии был Сельджук (Салджик, Салчик), находившийся, по одной из версий, на службе у одного из тюрко-монгольских правителей Центральной Азии. Советский исследователь А. Н. Кононов сопоставлял имя Сельджука с названием монгольского рода салджиут: «Это слово состоит из основы салджи (входившей составной частью в имя Букату-Салджи, среднего сына Алан-Гра, легендарного родоначальника салджиутов; … + показатель монгольского множественного числа -ут, которому в тюркских языках соответствует аффикс -к (< кyн?): салджи + ут = салджи + к 'потомки Салджи'. Таким образом, элемент личного имени (салджи) превращается в форме множ. ч. (салджик) в этноним, а последний — в личное . имя, которое, в свою очередь, превращается в племенное название (салджик-и 'сельджукиды')». Данная версия также фигурирует в работах российского исследователя Б. З. Нанзатова.
Г. Вейль считал, что основатель династии Сельджукидов находился вначале на службе у «киргизского» правителя по имени Бейгу. Аналогичной точки зрения придерживается К. Брокельман, считающий сельджуков выходцами из «киргизских» степей.

## Великая Сельджукская империя

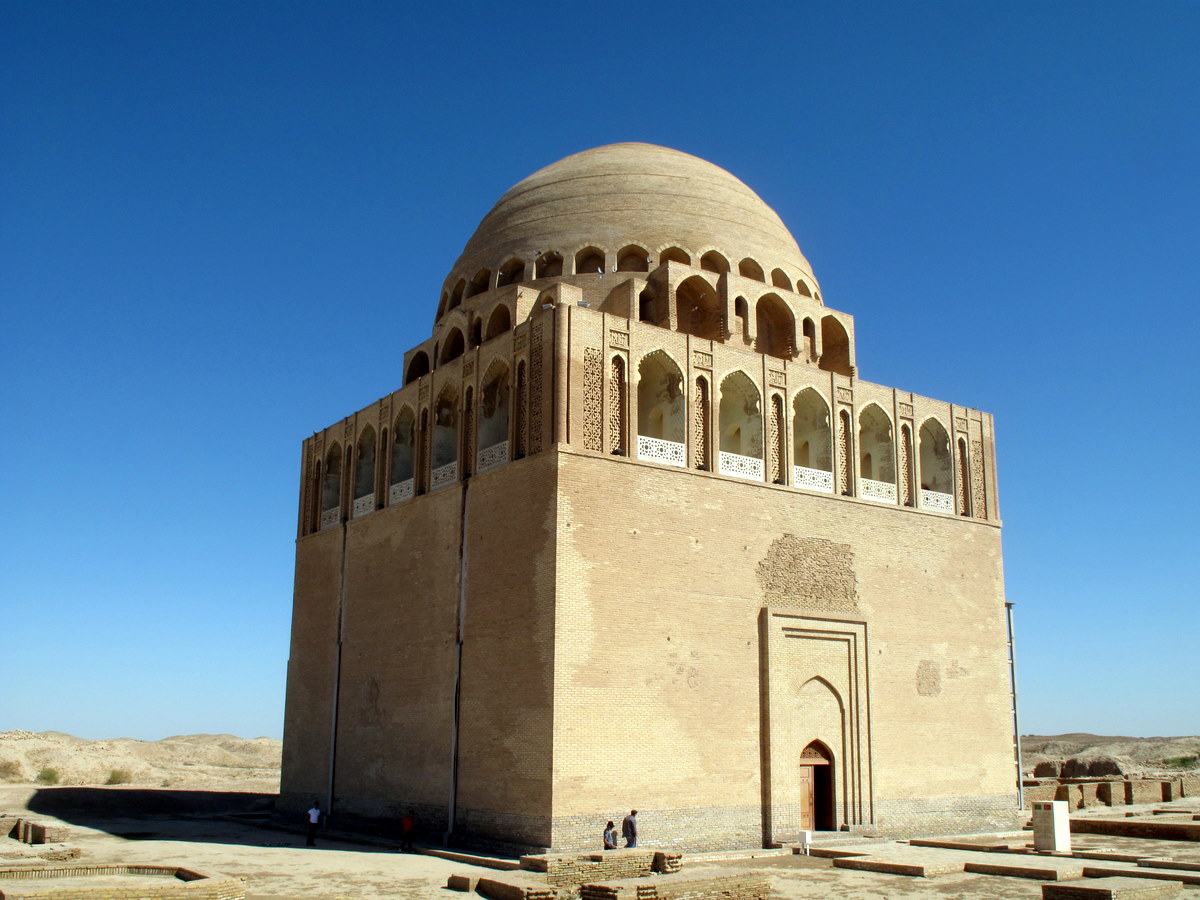
Мавзолей Султана Санджара, Древний Мерв, Туркменистан

С 1038 года по 1055 год сельджуки овладели Хорасаном, Хорезмом, Западным Ираном, и Ираком. Аббасидский халиф аль-Каим вынужден был признать Тогрул-бека (1038—1063) султаном и «царём Востока и Запада». Сельджукский султан считался наместником халифа, а сам халиф сохранял за собой только номинальный суверенитет и духовный авторитет. Столицей государства Тогрул-бека был город Рей.
При Алп-Арслане (1063—1072) и Мелик-шахе I (1072—1092) сельджуки завоевали Армению, почти всю Малую Азию, а затем — Сирию и Палестину. После овладения Грузией, Ширваном и Мавераннахром их правители стали вассалами сельджукских султанов. Наибольшего военно-политического могущества Великая Сельджукская империя достигла при Мелик-шахе.
Завоевание новых земель и народов привело к смешанным бракам между тюрками и местным населением, причём подобный процесс шёл также на самом высоком государственном уровне. К XIII веку большинство сельджукских правителей восточной Анатолии имели (частично) греческие, армянские или грузинские корни.
С конца XI века Сельджукская империя стала клониться к упадку. Основной причиной упадка стали: первый крестовый поход, из-за которого империя утратила Грузию, Ширван, прибрежные части Малой Азии, часть Сирии и Палестину; рост феодальной раздробленности и сепаратистские стремления вассалов. При Тогрул-беке были выделены обширные уделы членам Сельджукского рода, некоторые из которых со временем превратились в фактически самостоятельные султанаты: Керманский, 1041—1187; Сирийский, 1074—1117; Конийский, или Румский, 1077—1307.
Султаны раздавали знати и рядовым воинам военные лены — икта, что давало возможность султану удерживать власть. В конце XI века завершились большие завоевания, приносившие знати новые земли и военную добычу, что привело к изменению политической ситуации в стране. Знать начала стремиться превратить свои владения в юридически наследственные, а свою власть над райятами — в неограниченную; владетели крупных ленов поднимали мятежи, добиваясь независимости (Хорезм в 1-й половине XII века). В сложившейся ситуации султан стал искать для себя опору в иранской чиновной знати, заинтересованной в существовании сильного государственного аппарата и сильной централизованной власти, однако эта попытка возродить староиранскую традицию централистской политики потерпела неудачу.
После смерти Мелик-шаха Великая Сельджукская империя была охвачена междоусобиями; султанский престол последовательно переходил от одного сына Мелик-шаха к другому. Махмуду (1092—1094), Баркияруку (1094—1104), Мелик-шаху II (1104—1105) и Мухаммеду (1105—1118) приходилось бороться не только со знатью, но и с движением исмаилитов. В 1118 году султанат был разделён между сыном Мухаммеда — Махмудом и его дядей — Санджаром. Первому достался Иракский султанат (Западный Иран и Ирак) со столицей в городе Хамадан, второму Хорасан, Хорезм и Мавераннахр со столицей в городе Мерв.
После вторжения в Среднюю Азию каракитаев все области к востоку и северу от Амударьи были потеряны для Сельджукской империи. В 1153 году восстали кочевавшие близ города Балха огузы, которые разбили войско выступившего против них Санджара и взяли в плен его самого; вслед за тем балхские огузы подвергли опустошению Хорасан. Завоевания Хорезм-шаха Текеша положили конец Иракскому султанату. Последний остаток распавшейся империи — Иконийский султанат просуществовал до начала XIV века.
| Имя                                  | Титул                                                                                                | Годы правления                                              | Примечание |
| ------------------------------------ | --- | ----------------------------------------------------------- | --- |
| Токак                                | сюбаши государства Огузов                                                                            |                                                             | отец Сельджука. Служил на военной службе у ябгу Али, правителя Дженда, по другой версии у хазарского кагана. По всей вероятности, Токак служил хазарам до времени упадка хазарского государства и убийства верховного кагана и его семьи огузами, а затем заключил союз с огузами и перешёл на службу к огузскому ябгу, став вторым по значению человеком у огузов. Скорее всего, на союз с огузами его подтолкнуло давление кипчаков и печенегов, очень усилившихся после унаследования Хазарии из-за пресечения местной династии Святославом Игоревичем, присоединившим Хазарию в 965 году(или в 969 году), а затем убитым вначале признававшими себя его вассалами печенегами по возвращении из Дунайской Болгарии. |
| Сельджук                             | сюбаши государства Огузов, ябгу                                                                      | 985—                                                        | По некоторым сведениям Сельджук начинал свою военную карьеру командиром в войсках Хазарского каганата. Позже после ослабления власти кагана в середине X века вместе с отцом перешёл на службу к огузам. Ему было не более 20 лет, когда он стал сю-баши у огузского ябгу. По легенде, жена ябгу, видя в Сельджуке опасного соперника, подговаривала мужа убить его. Узнав об этом заговоре, Сельджук собрал всех людей своего племени Кынык и с сотней всадников переселился под предлогом поиска новых пастбищ из Турана, страны огузов, в Иран. Прожил, по преданию, 107 лет и умер в Дженде. Сельджук оставил после себя пятерых сыновей: Тогрул-бек, Чагры-бек Дауд, Алп-Арслан. Впоследствии, захватив Месопотамию, Ирак, Сирию и большую часть Ирана, они создали огромную империю и стали основателями династии Сельджукидов, правившей этими землями с XI по XIV века. |
| Исраил ибн Сельджук (ум. 1032)       | ябгу                                                                                                 | —1029                                                       | |
| Микаил ибн Сельджук                  | |                                                             | |
| Муса ибн Сельджук                    | ябгу                                                                                                 | —1056                                                       | |
|                                      | дихкан Фаравы                                                                                        | 1036—1056                                                   | |
| Юсуф ибн Сельджук                    | йинал                                                                                                |                                                             | |
| Юнус ибн Сельджук                    | |                                                             | |
| Эрташ ибн Юсуф                       | ябгу                                                                                                 | 1029                                                        | |
| Ибрагим ибн Юсуф                     | йинал                                                                                                | —1056                                                       | |
| Хасан ибн Муса                       | амир Герата                                                                                          | 1040—                                                       | |
|                                      | ябгу                                                                                                 | 1056—                                                       | |
| Кутулмыш ибн Исраил                  | малик                                                                                                | 1055—1064                                                   | |
| Чагры-бек ибн Микаил                 | дихкан Дихистана шаханшахсултан Мерва султан Хорасана                                                | 1036—1037, 1039—10401037—10601037—1039, 1040—1055 1055—1060 | |
| Тогрул-бек (род. 990)                | дихкан Нисы султан Нишапурасултан Хорасанавеликий султан, малик Машрика и Магриба                    | 1036—1037, 10401037—10401040—10551055—1063                  | Захватил территории восточной Туркмении и Ирана. В 1055 году захватил Багдад и до 1058 года правил Ираком. Аббасидский халиф ал-Каим был вынужден дать Тогрул-беку титул султана, а затем — «царя Востока и Запада». |
| Алп-Арслан (род. 1030)               | великий султан, малик Машрика и Магриба                                                              | 1063—1072                                                   | Под командованием Алп-Арслана сельджуки начали натиск на Византийскую империю. |
| Мелик-шах I (род. 1055)              | валиахд (наследник престола) великий султан, малик Машрика и Магриба                                 | 1066—1072 1072—1092                                         | В правление Мелик-шаха сельджукское государство пришло к точке своего наивысшего могущества. При Мелик-шахе I столица империи была перенесена из Рея в Исфахан. |
| Ахмад ибн Малик-шах (род. 1077)      | малик ал-мулук, валиахд                                                                              | 1087—1088                                                   | |
| Бёркийарук ибн Малик-шах (род. 1080) | великий султан, малик Машрика и Магриба                                                              | 1092—1104                                                   | |
| Махмуд ибн Малик-шах (род. 1088)     | великий султан, малик Машрика и Магриба                                                              | 1092—1093                                                   | |
|                                      | султан Исфахана                                                                                      | 1093—1094                                                   | |
| Малик-шах ибн Бёркийарук (род. 1100) | великий султан, малик Машрика и Магриба                                                              | 1104—1105                                                   | |
| Мухаммад ибн Малик-шах (род. 1082)   | амир Арранавалиахд султан Иракавеликий султан, малик Машрика и Магриба                               | 1092—11041101—11041104—11051105—1118                        | |
| Ахмад Санджар (1085—1157)            | амир Хорасанасултан Хорасана, малик Машрика, великий шаханшахвеликий султан, малик Машрика и Магриба | 1097—1105 1105—1118 1118—1157                               | Первоначально — султан Великого Хорасана, затем, после смерти Мухаммада I, унаследовал территории Сельджукской империи. |

## Иракский султанат
| Имя                       | Титул                                   | Годы правления | Примечание |
| ------------------------- | --------------------------------------- | -------------- | ---------- |
| Мухаммад ибн Малик-шах    | амир Аррана                             | 1092—1104      | р.1082     |
|                           | валиахд                                 | 1101—1104      |            |
|                           | султан Ирака                            | 1104—1105      |            |
|                           | великий султан, малик Машрика и Магриба | 1105—1118      |            |
| Махмуд ибн Мухамад        | валиахд, султан Ирака                   | 1118—1131      |            |
| Дауд ибн Махмуд           | султан Ирака                            | 1131—1132      |            |
|                           | валиахд                                 | 1133—1143      |            |
| Тогрул ибн Мухаммед       | султан Ирака                            | 1132—1135      |            |
| Масуд ибн Мухаммад        | султан Ирака, великий шаханшах          | 1135—1152      |            |
| Малик-шах ибн Махмуд      | султан Ирака                            | 1152—1153      | ум. 1160   |
| Мухаммад-шах ибн Махмуд   | султан Ирака                            | 1153—1159      |            |
| Сулейман-шах ибн Мухаммад | султан Ирака                            | 1159—1161      |            |
| Арслан-шах ибн Тогрул     | валиахд                                 | 1159—1161      |            |
|                           | султан Ирака                            | 1161—1177      |            |
| Тогрул ибн Арслан-шах     | султан Ирака                            | 1177—1194      |            |

## Сирийский султанат
| Имя                   | Титул                           | Годы правления | Примечание |
| --------------------- | ------------------------------- | -------------- | ---------- |
| Тутуш ибн Мухаммад    | султан Сирии                    | 1074—1095      | р.1066     |
| Ридван ибн Тутуш      | султан Халеба                   | 1095—1104      |            |
|                       | султан Сирии с центром в Халебе | 1104—1113      |            |
| Дукак ибн Тутуш       | султан Дамаска                  | 1095—1104      |            |
| Тутуш II ибн Дукак    | султан Дамаска                  | 1104—1104      |            |
| Алп Арслан ибн Ридван | султан Сирии с центром в Халебе | 1113—1114      | р.1097     |
| Султан-шах ибн Ридван | султан Сирии с центром в Халебе | 1114—1117      |            |
| Ибрахим ибн Ридван    | султан Сирии с центром в Халебе | 1117—1118      |            |

## Хорасанский (Восточносельджукский) султанат
| Имя                       | Титул            | Годы правления | Примечание |
| ------------------------- | ---------------- | -------------- | ---------- |
| Ильяс ибн Дауд            | амир Тохаристана | —              |            |
| Сулейман ибн Чагры-бек    | валиахд          | 1063           |            |
|                           | амир Балха       | 1066—          |            |
| Масуд ибн Эрташ Ябгу      | амир Багшура     | 1066—          |            |
| Маудуд ибн Эрташ Ябгу     | амир Исфизара    | 1066—          |            |
| Арслан Аргун ибн Мухаммад | хорезмшах        | 1066—1072      |            |
|                           | амир Хамадана    | 1072—1095      |            |
|                           | султан Хорасана  | 1095—1096      |            |
| Берибарс ибн Мухаммад     | амир Герата      | 1072—1095      |            |
| Текиш ибн Мухаммад        | султан Балха     | 1074—1085      |            |

## Керманский султанат
| Имя             | Титул          | Годы правления | Примечание                                                     |
| --------------- | -------------- | -------------- | -------------------------------------------------------------- |
| Кавурд-бек      | султан Кермана | 1045—1073      | Брат Алп-Арслана, султана Великих Сельджуков                   |
| Керман-шах      | султан Кермана | 1073—1073      | Сын Кавурд-бека                                                |
| Хусейн Омар-шах | султан Кермана | 1073—1074      | Сын Кавурд-бека                                                |
| Султан-шах      | султан Кермана | 1074—1085      | Сын Кавурд-бека                                                |
| Туран-шах I     | султан Кермана | 1085—1097      | Сын Кавурд-бека                                                |
| Иран-шах        | султан Кермана | 1097—1101      | Сын Туран-шаха.                                                |
| Арслан-шах I    | султан Кермана | 1101—1142      | Сын Керман-шаха                                                |
| Мухаммад-шах I  | султан Кермана | 1142—1156      | Сын Арслан-шаха                                                |
| Тогрул-шах      | султан Кермана | 1156—1167      | Сын Мухаммад-шаха                                              |
| Арслан-шах II   | султан Кермана | 1167, 1168     | Сын Тогрул-шаха                                                |
| Бахрам-шах      | султан Кермана | 1167—1168      | Сын Тогрул-шаха                                                |
| Туран-шах II    | султан Кермана | 1168—1174      | Сын Тогрул-шаха                                                |
| Мухаммад-шах II | султан Кермана | 1174—1187      | Сын Бахрам-шаха                                                |
| Малик Динар     | султан Кермана | 1187—1195      | Огузский эмир. Захватил Керман и женился на дочери Тогрул-шаха |
| Фаррух-шах      | султан Кермана | 1195—1195      | Сын Малика Динара                                              |

## Конийский (Румский) султанат
Конийский султанат сложился в результате завоеваний турок-сельджуков в Малой Азии (у арабских и персидских авторов — Рум) в XI—XIII веках. К 1090-м годам сельджуки сумели завоевать все византийские города в Малой Азии и выйти к проливам Дарданеллы и Босфор.
В 1070-х сельджукский военачальник Сулейман ибн Кутулмыш, двоюродный брат султана Мелик-шаха I, пришёл к власти в западной Анатолии. В 1075 году он захватил византийские города Никею (Изник) и Никомедия (Измит). Два года спустя он объявил себя султаном независимого государства Сельджуков, сделав его центром Никею.
Сулейман был убит в Антиохии в 1086 году Тутушем I, правителем сельджукской Сирии, и его сын Кылыч-Арслан был брошен в тюрьму. После смерти Мелик-шаха (1092) Кылыч-Арслан был освобождён и немедленно утвердился во владениях своего отца. Он был в конечном счёте побеждён крестоносцами Первого Крестового похода и отступил на юг центральной Анатолии, где он воссоздал своё государство со столицей в Конье. В 1107 году он овладел Мосулом, но умер в тот же самый год, борясь с сыном Малик-шаха Мехмедом Тапаром. После взятия Никеи крестоносцами и византийцами в 1096 году столица была перенесена в город Конью (Иконий).
Тем временем сын Кылыч-Арслана, Малик-шах, захватил Конью. В 1116 году другой сын Кылыч-Арслана — Масуд I — взял город с помощью Данишмендидов. Ко времени смерти Масуда в 1156 году султанат управлял почти всей центральной Анатолией. Сын Масуда, Кылыч-Арслан II, захватил остающиеся территории вокруг Сиваса и Малатьи у последнего из Данишмендидов (1174). В Битве при Мириокефале в 1176 году Кылыч-Арслан II также победил византийскую армию во главе с Мануилом I Комнином, нанеся главный удар по византийской власти в регионе. Несмотря на временную оккупацию Коньи в 1190 году участниками Третьего Крестового похода, султанат быстро возвратил и консолидировал свою власть.
После смерти последнего султана Великой империи Сельджуков Тугрула III в 1194 году румские султаны стали единственными правящими представителями династии. После ослабления Византии в 1204 году турками были захвачены города Атталия (1207) и Синоп (1214). Кей-Хосров I захватил Конью у крестоносцев в 1205 году. При нём и двух его преемниках, Кей-Кавусе I и Кей-Кубаде I, власть сельджуков в Анатолии достигла своего апогея. Самым важным достижением Кей-Хосрова был захват гавани Attalia (Анталья) на Средиземноморском побережье в 1207 году. Его сын Кей-Кавус I захватил Синоп и сделал на некоторое время своим вассалом Трапезундскую империю (1214). Он также поработил армянскую Киликию, но в 1218 году был вынужден сдать город Алеппо, приобретённый от аль-Камила. Кей-Кубад I продолжал приобретать земли вдоль Средиземноморского побережья с 1221 до 1225 годы. В 1220-х годах он послал экспедиционные войска через Чёрное море в Крым. На востоке он победил Менгджукидов и начал оказывать давление на Артукидов.
К 1307 году султанат распался на мелкие бейлики. Одно из них — бейлик Османа I, который был отдан ему в лен, — явилось ядром образовавшегося в начале XIV века Османского государства.
| Имя                          | Титул                       | Годы правления                             | Примечание |
| ---------------------------- | --------------------------- | ------------------------------------------ | ---------- |
| Сулейман-шах I               | султан Рума                 | 1077—1086                                  |            |
| Абу-ль-Касим                 | султан Рума                 | 1086—1092                                  | узурпатор  |
| Кылыч-Арслан I               | султан Рума                 | 1092—1107                                  |            |
| Мелик-шах I                  | султан Рума                 | 1107—1116                                  |            |
| Масуд I                      | султан Рума                 | 1116—1156                                  |            |
| Кылыч-Арслан II              | султан Рума                 | 1156—1188                                  |            |
| Сулейман-шах II              | малик Токата                | 1188—1196                                  |            |
| Сулейман-шах II              | султан Рума                 | 1196—1204                                  |            |
| Наср ад-Дин Баркиярук        | малик Никсара и Коюльхисара | 1188—                                      |            |
| Мугис ад-Дин Тогрул-шах      | малик Эрзурума              | 1188—1225                                  |            |
| Нур ад-Дин Махмуд Султан-шах | малик Кайсери               | 1188—                                      |            |
| Кутб ад-Дин Мелик-шах II     | малик Сиваса и Аксарая      | 1188—1197                                  |            |
| Муизз ад-Дин Кайсар-шах      | малик Малатьи               | 1188—                                      |            |
| Санджар-шах                  | малик Эрегли в Тавре        | 1188—                                      |            |
| Арслан-шах                   | малик Нигде                 | 1188—                                      |            |
| Низам ад-Дин Аргун-шах       | малик Амасьи                | 1188—                                      |            |
| Мухи ад-Дин Масуд-шах        | малик Анкары                | 1188—1202                                  |            |
| Кей-Хосров I                 | малик Улуборлу и Кютахьи    | 1188—1192, 1196—1205                       |            |
| Кей-Хосров I                 | султан Рума                 | 1192—1196, 1205—1210                       |            |
| Кылыч-Арслан III             | султан Рума                 | 1204—1205                                  |            |
| Кей-Кавус I                  | султан Рума                 | 1210—1219                                  |            |
| Кей-Кубад I                  | малик Токата                | 1205—                                      |            |
| Кей-Кубад I                  | малик Анкары                | —1212                                      |            |
| Кей-Кубад I                  | султан Рума                 | 1219—1236                                  |            |
| Джахан-шах ибн Тогрул-шах    | малик Эрзурума              | 1225—1230                                  |            |
| Кей-Хосров II                | султан Рума                 | 1236—1245                                  |            |
| Кылыч-Арслан IV              | султан Рума                 | 1245—1249, 1249—1265                       |            |
| Кей-Хосров III               | султан Рума                 | 1265—1283                                  |            |
| Масуд II                     | султан Рума                 | 1283—1284, 1284—1293, 1294—1300, 1302—1304 |            |
| Кей-Кубад III                | султан Рума                 | 1284, 1293—1294, 1300—1302, 1304—1307      |            |
| Масуд III                    | султан Рума                 | 1307—1308                                  |            |